# Maidencreek
Maidencreek è una township degli Stati Uniti d'America, nella contea di Berks nello Stato della Pennsylvania. Secondo il censimento del 2000 la popolazione è di 6.553 abitanti.

## Società

### Evoluzione demografica
La composizione etnica vede una maggioranza della razza bianca (96,61%), seguita da quella asiatica (1,27%) dati del 2000.
| township di Maidencreek Popolazione |       |
| 2000                                | 6.553 |
| Stima al 2009                       | 8.936 |